# Itueta
Itueta är en kommun i Brasilien.   Den ligger i delstaten Minas Gerais, i den sydöstra delen av landet, 800 km sydost om huvudstaden Brasília. Antalet invånare är 5 836.
Omgivningarna runt Itueta är huvudsakligen savann. Runt Itueta är det glesbefolkat, med 9 invånare per kvadratkilometer.